# 聖彼得和聖保羅主教座堂 (康斯坦察)

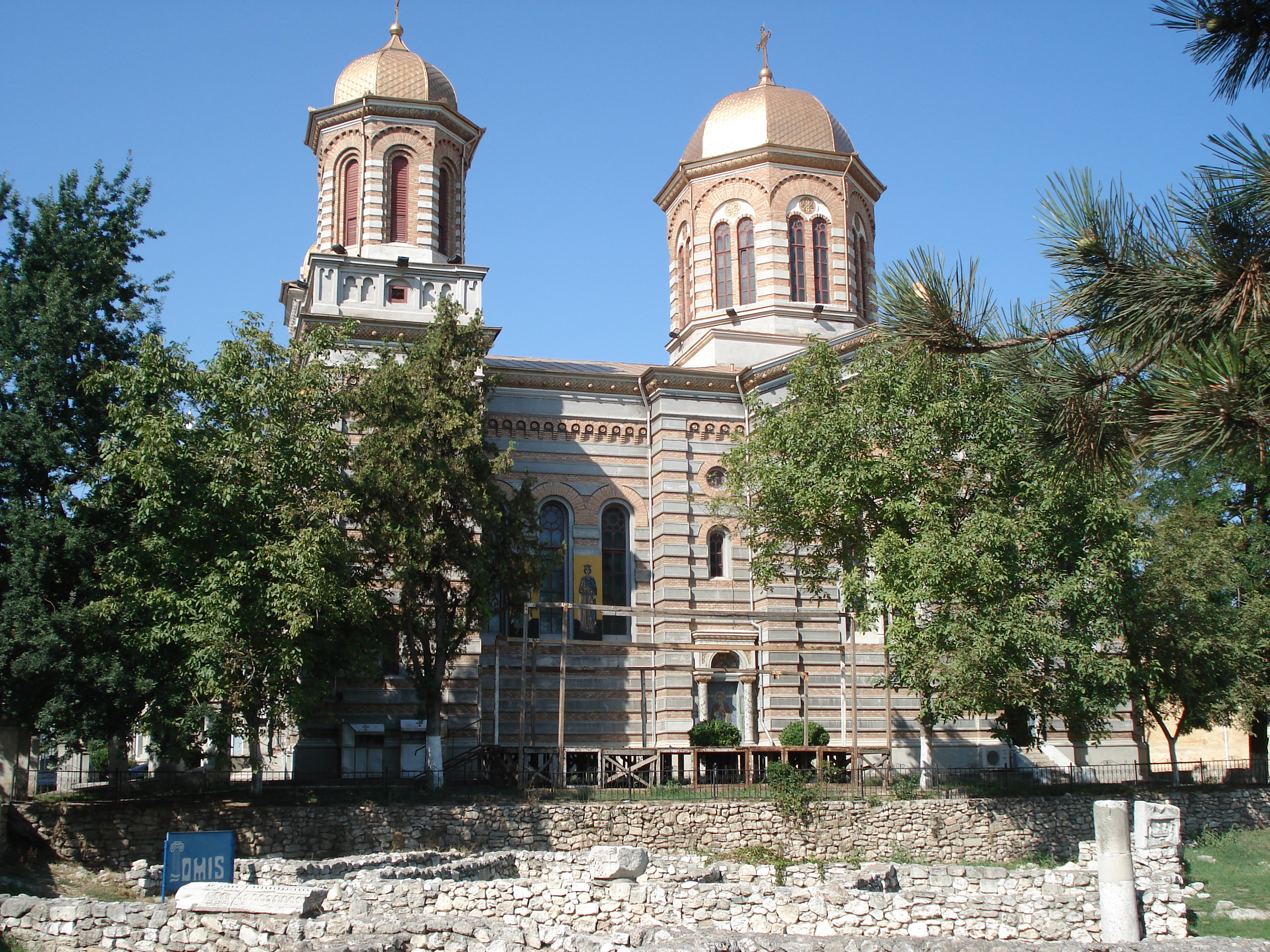

聖彼得和聖保羅大教堂（羅馬尼亞語：Catedrala Sfinţii Apostoli Petru şi Pavel din Constanţa）是位於羅馬尼亞城市康斯坦察的一座羅馬尼亞正教會的教堂。聖彼得和聖保羅大教堂奠基於1883年9月4日，竣工於1895年5月22日。